# دیمین لی
دیمین لی (انگلیسی: Damion Lee؛ زادهٔ ۲۱ اکتبر ۱۹۹۲) بازیکن بسکتبال اهل ایالات متحده آمریکا است.
از باشگاه‌هایی که در آن بازی کرده‌است می‌توان به گلدن استیت واریرز اشاره کرد.